# Future Forests

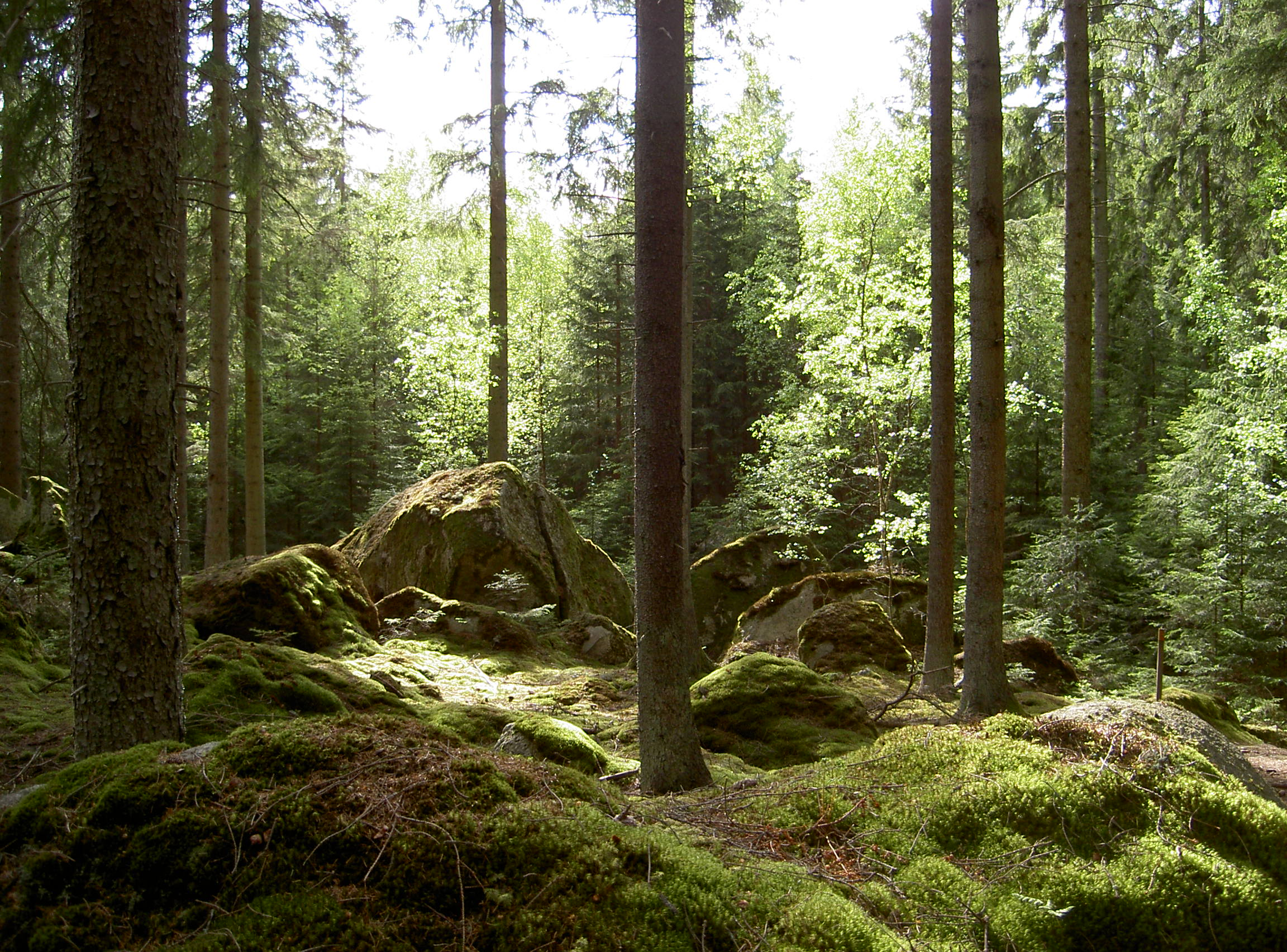
Trollskog i Norra Kvills nationalpark.

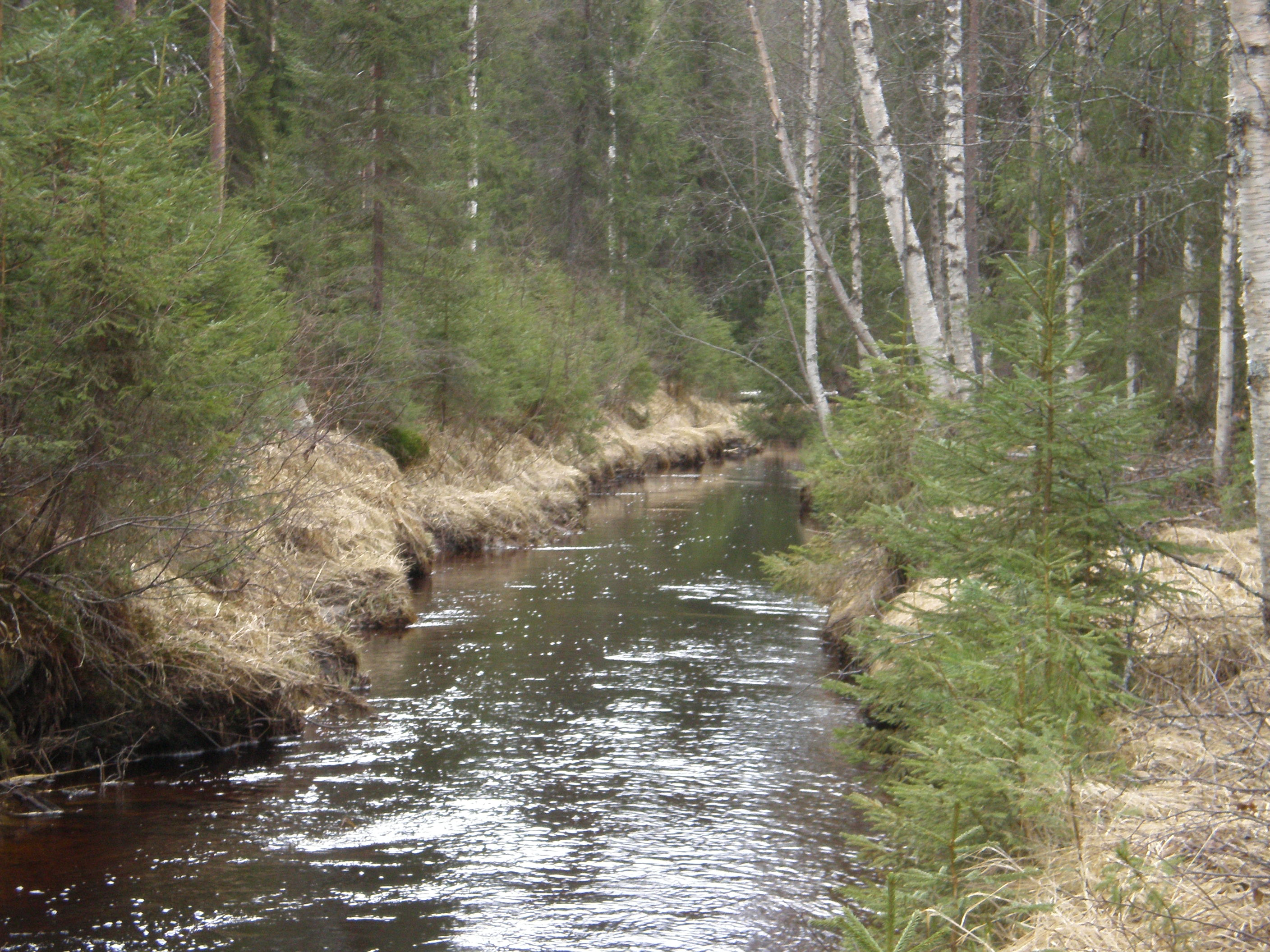
Bäck i väntan på sportfiskare?

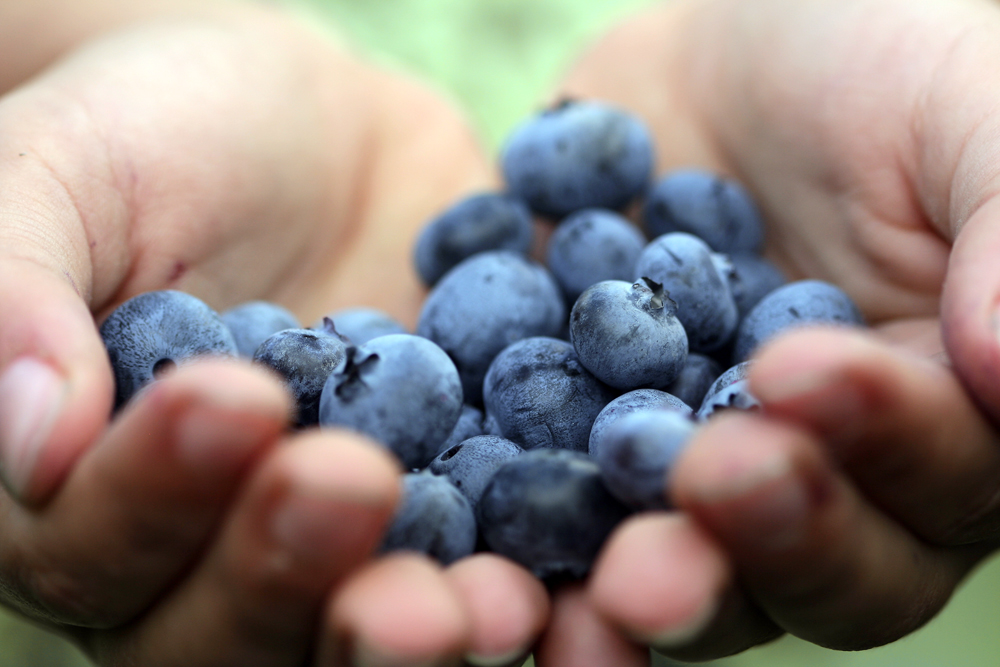
Blåbär.

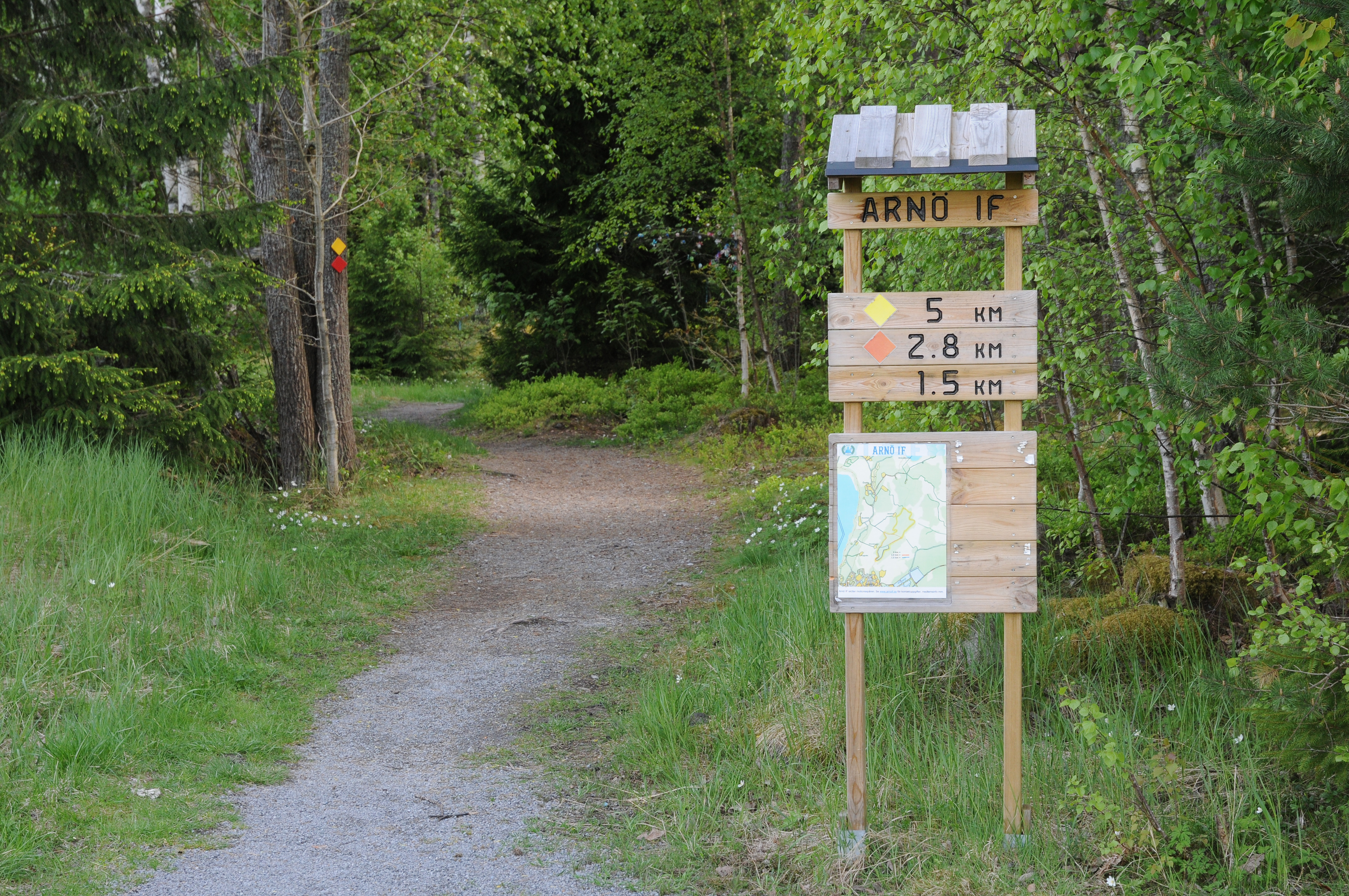
Motionsspår i Jansstorpsskogen.

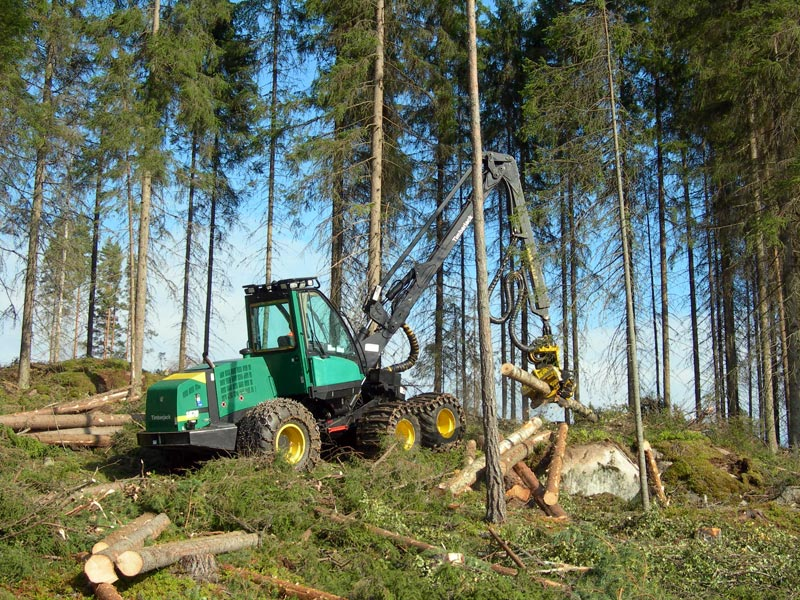
Modern skogsavverkning.

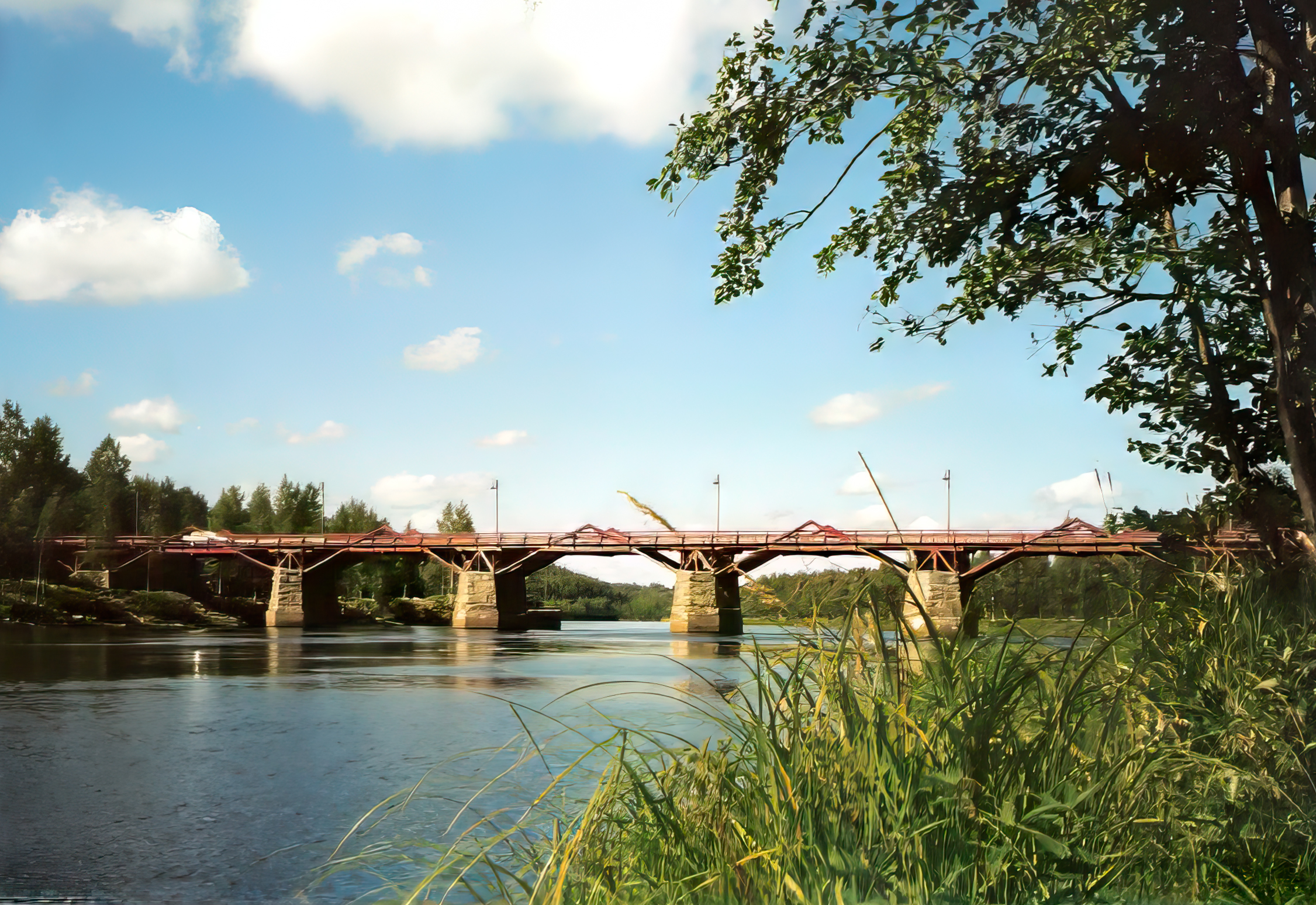
Lejonströmsbron från 1737.

Future Forests är ett tvärvetenskapligt forskningsprogram som drivits av Sveriges lantbruksuniversitet (SLU) i samarbete med Umeå universitet och skogsforskningsinstitutet Skogforsk. 
Programmet inleddes år 2009, med målsättningen vara en tvärvetenskaplig kompetensplattform för analys av komplexa frågor om skogen, och "tillhandahålla kunskap som vilar på solid vetenskaplig grund för att möjliggöra ett ökat men ändå hållbart uttag av ekosystemtjänster från våra skogar". Sådana tjänster kan handla om så skilda saker som trädbiomassa, vattenresurser, rekreation, biologisk mångfald och/eller påverkan i form av klimatförändringar – och därför innehålla åtskilliga målkonflikter.
För att hantera frågans många aspekter har Future Forests fyra tematiska delområden: Framtidens skogsskötsel, Skogens mark och vatten, Skogens klimatnytta och klimatanpassningar, samt Skogens konflikter. Även forskarna kommer från skilda områden, bland annat ekologi, framtidsforskning, historia, idéhistoria, mykologi,  skogsproduktionsforskning, sociologi och statsvetenskap.
Programchef sedan 2010 är Annika Nordin, professor i skoglig ekofysiologi vid Umeå Plant Science Centre i Umeå. Forskningsledare är sedan 2015 Camilla Sandström, universitetslektor i statsvetenskap vid Umeå universitet.

## Finansiering
Future Forests har huvudsak finansierats av Stiftelsen för strategisk forskning (Mistra), Skogforsk och de medverkande universiteten, samt företag och organisationer inom den svenska skogsnäringen, som Bergvik Skog, Holmen, LRF Skogsägarna, SCA, Skogssällskapet och Sveaskog. Efter den första programperioden 2009–2011 förlängdes programtiden till årsskiftet 2016/2017 , varefter det övergått i en tredje fas som en av SLU:s fyra  "framtidsplattformar".

### Utvärdering
Våren 2016 gjordes på Mistras uppdrag en internationell utvärdering av projektet, som sedan 2009 resulterat mer än 250 vetenskapligt granskade artiklar. Expertpanelen lyfte också fram arbetet med att stärka samarbetet över disciplingränserna:
"Kanske ligger Future Forests mest nytänkande grepp i arbetet med att engagera intressenter i att beskriva visioner för alternativa skogsframtider och de steg som krävs för att nå dit under en pågående klimatförändring."

## Publikationer i urval
Future Forests har sedan 2013 redovisat sina resultat i en rapportserie, och producerar också tidskriften Skog & Framtid, som distribueras som bilaga till Skogsstyrelsens tidning Skogseko. Tidskriften kan också beställas eller laddas ned.
- Nordin, Annika; med flera (16 maj 2012). ”Besluten om skogen måste beakta alla dess värden” (på svenska). Dagens Nyheter : DN Debatt. http://www.dn.se/debatt/besluten-om-skogen-maste-beakta-alla-dess-varden/. Läst 7 april 2016.
- (på engelska) Future Forests magazine. Uppsala: Future Forests, Swedish University of Agricultural Sciences. 2013-. Libris 14808551
- (på svenska) Future Forests rapport. Umeå: Future Forests, Sveriges lantbruksuniversitet. 2013-. Libris 15086558
- Gustafsson Lena, red (2013). Biodiversitet: rapport från Future Forests 2009–2012. Future Forests rapport (Print) ; 2. Umeå: Future Forests, Sveriges lantbruksuniversitet. Libris 15123747. ISBN 9789157691606. Arkiverad från originalet den 22 april 2016. https://web.archive.org/web/20160422013825/http://www.slu.se/Global/externwebben/centrumbildningar-projekt/futureforests/FFRapport_Biodiversitet%202013-08-13.pdf. Läst 7 april 2016 Arkiverad 22 april 2016 hämtat från the Wayback Machine.
- Sandström Camilla, Öhman Karin, red (2014). Samverkan och konflikt: rapport från Future Forests 2009–2012. Future Forests rapport (Print) ; 1. Umeå: Future Forests, Sveriges lantbruksuniversitet. Libris 16258966. ISBN 9789157692047. https://www.slu.se/globalassets/ew/org/centrb/f-for/futureforests/ffrapport_samverkan-och-konflikt-2014-02-24.pdf
- Mårald Erland, Nordlund Christer, red (2014). Idéer och värderingar: rapport från Future Forests 2009–2012. Future Forests rapportserie ; 2014:3. Umeå: Future Forests, Sveriges lantbruksuniversitet. Libris 18476981. ISBN 9789157692641. Arkiverad från originalet den 22 april 2016. https://web.archive.org/web/20160422020528/http://www.slu.se/Global/externwebben/centrumbildningar-projekt/futureforests/FFRapport_Id%C3%A9er%20och%20v%C3%A4rderingar%202014-11-25.pdf. Läst 7 april 2016 Arkiverad 22 april 2016 hämtat från the Wayback Machine.
- Boman Mattias, red (2014). Skogens nyttigheter: rapport från Future Forests 2009–2012. Future Forests rapportserie ; 2014:4. Umeå: Future Forests, Sveriges lantbruksuniversitet. Libris 18476997. ISBN 9789157692870. Arkiverad från originalet den 22 april 2016. https://web.archive.org/web/20160422000906/http://www.slu.se/Global/externwebben/centrumbildningar-projekt/futureforests/Persons/Skogens%20nyttigheter%202015-03-10.pdf. Läst 7 april 2016 Arkiverad 22 april 2016 hämtat från the Wayback Machine.
- Westholm Erik, red (2015). Skogliga trender i världen: rapport från Future Forests 2009–2012. Future Forests rapportserie ; 2015:1. Umeå: Future Forests, Sveriges lantbruksuniversitet. Libris 18477005. ISBN 9789157693174. Arkiverad från originalet den 22 april 2016. https://web.archive.org/web/20160422015557/http://www.slu.se/Global/externwebben/centrumbildningar-projekt/futureforests/Skogliga%20trender%20web_2.pdf. Läst 7 april 2016 Arkiverad 22 april 2016 hämtat från the Wayback Machine.
- Hannerz Mats, Nordin Annika, Saksa Timo, red (2017). Hyggesfritt skogsbruk: en kunskapssammanställning från Sverige och Finland. Future Forests rapportserie ; 2017:1. Umeå: Future Forests, Sveriges lantbruksuniversitet. Libris 21138443. ISBN 978-91-576-9264-1. http://www.slu.se/globalassets/ew/org/centrb/f-for/pdf/ff-rapport_hyggesfritt_skogsbruk_en_kunskapssammanstallning-2017-04-02.pdf